# František-Kriegel-Preis
Der František-Kriegel-Preis (tschechisch Cena Františka Kriegla) ist ein Menschenrechtspreis, der von der tschechischen Stiftung der Charta 77 jährlich für außergewöhnliche Verdienste im Kampf für Menschenrechte und bürgerliche Freiheiten, nationale Unabhängigkeit, Souveränität und Demokratie verliehen wird.
Der Preis wurde 1987 zum Gedenken an den tschechoslowakischen reformkommunistischen Politiker František Kriegel ins Leben gerufen, der 1968 als Einziger das Moskauer Protokoll nicht unterzeichnete. Jährlich am 10. April, dem Tag seiner Geburt, wird der Preisträger bekannt gegeben. 1987 wurde der Preis zum ersten Mal in Stockholm verliehen, damals noch aus dem schwedischen Exil.